# Gmina Viljevo
Gmina Viljevo (chorw. Općina Viljevo) – gmina w Chorwacji, w żupanii osijecko-barańskiej.

## Miejscowości i liczba mieszkańców (2011)
- Blanje – 43
- Bockovac – 51
- Cret Viljevski – 80
- Ivanovo – 290
- Kapelna – 294
- Krunoslavlje – 89
- Viljevo – 1218